# Ryggtitel

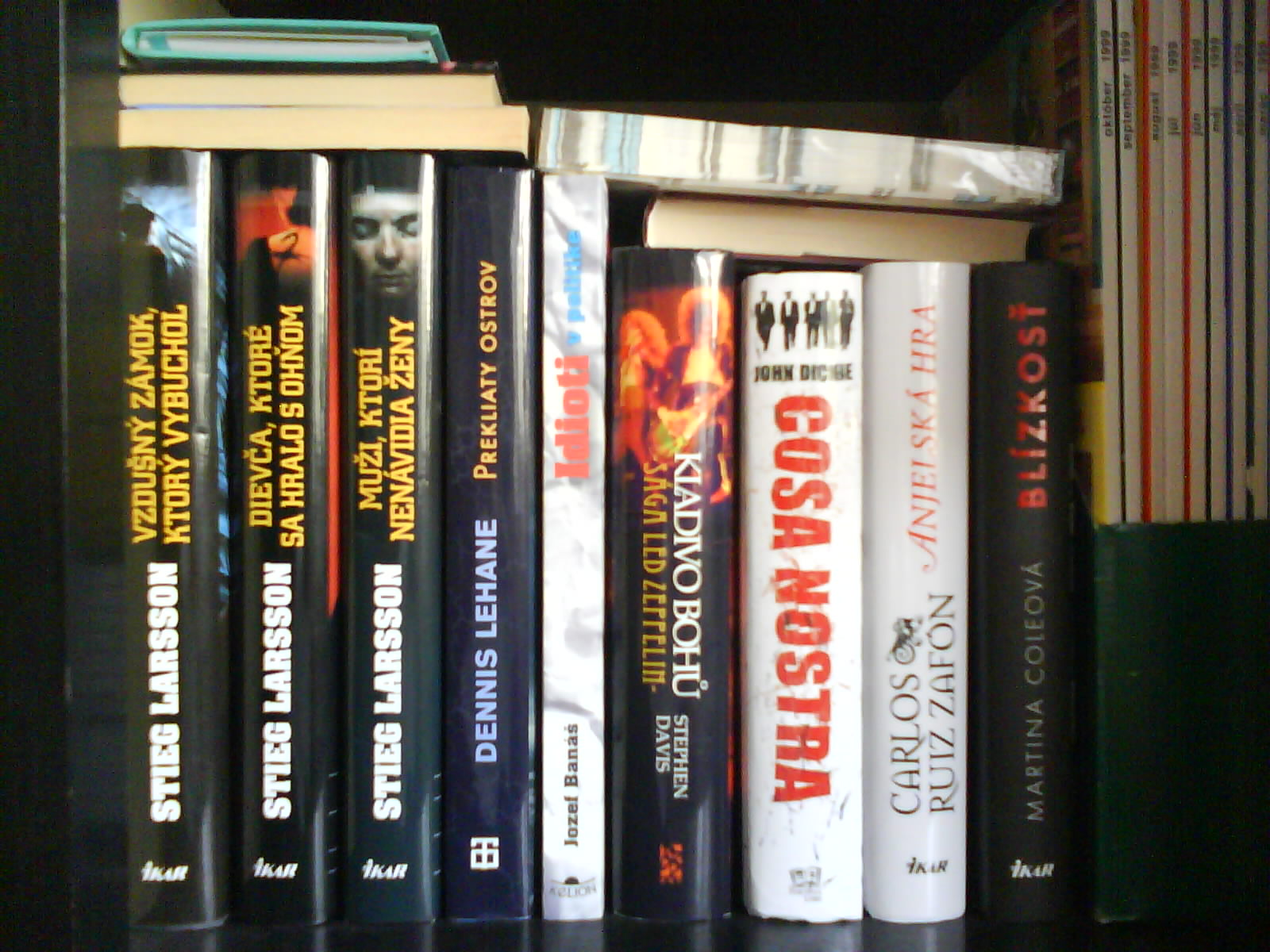
Bokryggar med ryggtitel

Ryggtitel benämns den titel som skrivs på ryggen på en större trycksak, i regel bok. Ryggtiteln underlättar identifiering, då det är den text som ses då boken står med ryggen utåt i exempelvis en bokhylla. Ibland ingår även författarens namn och bokförlagets namn och emblem i ryggtiteln.
I Skandinavien, USA, Storbritannien, Nederländerna och Belgien är ryggtiteln vanligen vriden ett kvarts varv (90°) medsols. Denna vridning innebär att texten läses uppifrån och nedåt, och att texten är rättvänd när boken ligger ner med framsidan uppåt. 
I övriga Europeiska länder och i Latinamerika är ryggtiteln vanligen vriden ett kvarts varv (90°) motsols. Denna vridning innebär att texten läses nerifrån och uppåt, och att titlarna blir sorterade i fallande alfabetisk ordning när de läses som en lista.